# Макеево-Московское
Маке́ево-Моско́вское — железнодорожная станция хордовой линии Узуново — Рыбное Московской железной дороги в городском округе Зарайск Московской области. Единственная станция на этой линии между узловыми станциями Узуново и Рыбное, остальные пункты — остановочные пункты, посты и разъезды. Входит в Рязанский центр организации работы железнодорожных станций ДЦС-2 Московской дирекции управления движением. По основному характеру работы является промежуточной, по объёму работы отнесена к 5 классу.
Станция получила название по расположенному рядом (к северо-западу от станции) селу Макеево.
На станции осталось три пути, однако ранее было гораздо больше (об этом свидетельствует большое расстояние между опорами контактной сети и огромная площадь насыпи).
Здание вокзала одноэтажное.
По станции проходит пять пар электропоездов сообщением Узуново — Рязань I.